# Danny Carey
Daniel "Danny" Edwin Carey, född 10 maj 1961 i Lawrence, Kansas, är en amerikansk musiker, mest känd som trummis för rockbandet Tool.

## Diskografi (urval)
Med Tool
- Opiate (EP) (1992)
- Undertow (1993)
- Ænima (1996)
- Salival (livealbum/samlingsalbum/video-album) (2000)
- Lateralus (2001)
- 10,000 Days (2006)

Som gästmusiker
- Jamie Sheriff – No Heroes (1980)
- Carole King – Colour of Your Dreams (1993)
- Collide – Some Kind of Strange (2003)
- Skinny Puppy – The Greater Wrong of the Right (2004)
- Adrian Belew – Side One (2005)
- Adrian Belew – Side Three (2006)
- Collide – Two Headed Monster (2008)
- Hans Zimmer – Man of Steel (Original Motion Picture Soundtrack) (2013)
- Volto! – Incitare (2013)